# Lardy
Lardy település Franciaországban, Essonne megyében. Lakosainak száma 5572 fő (2022. január 1.). Lardy Avrainville, Bouray-sur-Juine, Janville-sur-Juine, Chamarande, Cheptainville, Saint-Vrain és Torfou községekkel határos.

## Népesség
A település népességének változása:
| Lakosok száma | 5550 | 5497 | 5589 | 5526 | 5505 | 5483 | 5462 | 5509 | 5572 |
|               | 2013 | 2015 | 2016 | 2017 | 2018 | 2019 | 2020 | 2021 | 2022 |